# La Puebla de Valverde
La Puebla de Valverde is een gemeente in de Spaanse provincie Teruel in de regio Aragón met een oppervlakte van 282,78 km². La Puebla de Valverde telt 460 inwoners (1 januari 2016).

## Demografische ontwikkeling
Bron: INE, 1857-2011: volkstellingen